# (307) Niké
(307) Niké és un asteroide pertanyent al cinturó d'asteroides descobert el 5 de març de 1891 per Auguste Honoré Charlois des de l'observatori de Niça, França.
Està nomenat per Niké, deessa de la victòria en la mitologia grega.

## Característiques orbitals
Nike està situat a una distància mitjana del Sol de 2,91 ua, podent acostar-se fins a 2,496 ua. Té una excentricitat de 0,1423 i una inclinació orbital de 6,128°. Emplea 1813 dies a completar una òrbita al voltant del Sol.